# Anja Silja

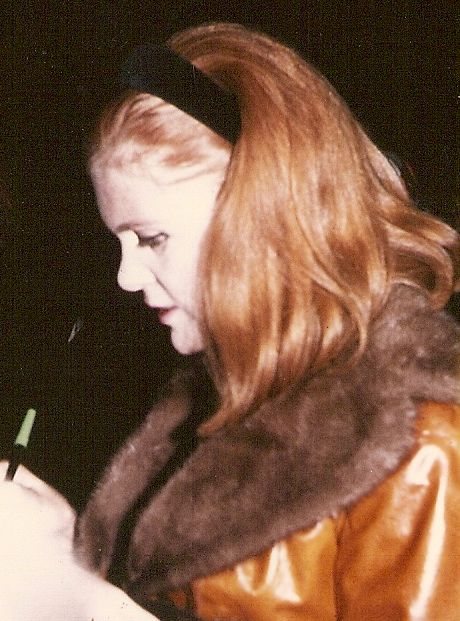
Anja Silja (1968)

Anja Silja mit dem Pianisten Andrei Hoteev (2007)

Anna Silja Regina Langwagen (* 17. April 1940 in Berlin) ist eine deutsche Opernsängerin (Sopran).

## Leben
Silja gab 15-jährig ihren ersten Liederabend und debütierte 1956 als Rosina in Gioachino Rossinis Barbier von Sevilla am Staatstheater Braunschweig. Mit 19 Jahren sang Anja Silja die Königin der Nacht in der Zauberflöte unter Karl Böhm an der Wiener Staatsoper und in Aix-en-Provence, von dieser Produktion gibt es einen Fernsehmitschnitt.
Den Weg zu ihrer Karriere ebnete ihr Wieland Wagner, der sie nach dem beachtlichen Bayreuther Debüt als Senta (1960) für weitere Rollen verpflichtete. Als Mitglied des Württembergischen Staatstheaters Stuttgart sang Anja Silja die Marie in Alban Bergs Wozzeck, die Titelrolle in Bergs Lulu sowie die Salome in der gleichnamigen Oper von Richard Strauss. Mit dieser Partie gastierte sie auch an der Metropolitan Opera in New York.
Im April 1990 gab Silja mit der Inszenierung des Lohengrin am Brüsseler Théâtre de la Monnaie ihr Debüt als Regisseurin, konzentrierte sich später aber wieder auf das Singen und erarbeitete sich mit den Rollen der Küsterin in Jenůfa, der Kabanicha in Katja Kabanova von Janáček, der Frau in Erwartung und des Pierrot Lunaire (beides Werke von Arnold Schönberg) ein breit gefächertes Repertoire im Charakterfach. Besondere Höhepunkte waren ihre regelmäßigen Auftritte beim Festival in Glyndebourne, wobei sie besonders als Emilia Marty in Die Sache Makropulos (ebenfalls von Janáček) Maßstäbe setzte, einer Rolle, mit der sie bereits 1970 in Stuttgart debütiert hatte.
2014 sang sie in Bregenz in der von HK Gruber neuvertonten Inszenierung der Geschichten aus dem Wienerwald (Regie: Michael Sturminger) die Großmutter ebenso wie in der Wiener Erstaufführung am Theater an der Wien am 14. März 2015.
Silja war mit dem Dirigenten Christoph von Dohnányi verheiratet.

## Auszeichnungen
- 1988 Bundesverdienstkreuz[3]
- 2004 Grammy Awards[3]
- 2005 Joana-Maria-Gorvin-Preis
- 2011 Europäischer Kulturpreis am 4. März 2011 in der Frankfurter Paulskirche, Laudator: Luc Bondy[4]

## Diskografie
- Ludwig van Beethoven
  - Fidelio: Auszüge (Sergi; Lovro von Matačić, 1964) Eurodisc
- Alban Berg
  - Lulu: Lulu-Suite (Dohnányi, 1973) Decca
  -  Lulu (Fassbaender, Walter Berry, Hans Hotter; Dohnányi, 1976) Decca
  - Wozzeck (Eberhard Waechter; Dohnányi, 1979) Decca
- Hans Werner Henze
  - La Cubana (Latham-König, 1982) Wergo
- Leoš Janáček
  - Jenůfa (Karita Mattila, Silvasti, Hadley; Bernard Haitink, 2001) [live] Erato
- Giacomo Puccini
  - Tosca: Auszüge in Deutsch (James King, Dietrich Fischer-Dieskau; Lorin Maazel, 1966) Decca
- Arnold Schönberg
  - Erwartung; Sechs Lieder (Dohnányi, 1979) Decca
  - Pierrot Lunaire (Craft, 1999) Koch Entertainment
  - Erwartung (Craft, 2000) Koch Entertainment
- Richard Strauss
  - Salome: Schlussszene (Dohnányi, 1973) Decca
  - Salome (Nielsen, Robert Hale; Michael Schønwandt, 1997) Chandos Records
- Richard Wagner
  - Der fliegende Holländer (Franz Crass; Wolfgang Sawallisch, 1961) [live] Philips
  - Lohengrin (Astrid Varnay, Jess Thomas, Ramón Vinay; Sawallisch, 1962) [live] Philips
  - Tannhäuser (Grace Bumbry, Wolfgang Windgassen; Sawallisch, 1962) [live] Philips
  - Das Rheingold (Windgassen, Theo Adam; Karl Böhm, 1966) [live] Philips
  - Götterdämmerung (Birgit Nilsson, Windgassen; Böhm, 1967) [live] Philips
  - Der fliegende Holländer (Adam, Martti Talvela; Otto Klemperer, 1968) EMI
  - Die Walküre (Gabriele Schnaut, Marc, Elming, Hale; Dohnányi, 1992) Decca Records
- Kurt Weill
  - Aufstieg und Fall der Stadt Mahagonny (Anny Schlemm, Neumann; Latham-König, 1985) Capriccio
  - Die sieben Todsünden (Nowak, 2002) Hänssler
- Russian songs Sergei Rachmaninow: 10 Lieder; Modest Mussorgski: Lieder und Tänze des Todes; Alexandr Skrjabin: Klaviersonate Nr. 9 „Schwarze Messe“ Anja Silja, Sopran, Andrej Hoteev, Klavier. Aufnahme: Berlin, Jesus-Christus-Kirche, 2009. SONY RCA Red Seal 88697 49036 2

## DVDs
- Ludwig van Beethoven
  - Fidelio (Popp, Cassilly, Adam; Leopold Ludwig, Regie: Hess, 1968)
- Leoš Janáček
  - Jenůfa (R. Alexander; A. Davis, Regie: Nikolaus Lehnhoff, 1989) [live]
  - Die Sache Makropulos (Tear; A. Davis, Regie: Lehnhoff, 1995) [live]
- Richard Strauss
  - Salome (Malfitano, Terfel; Dohnányi, Regie: Luc Bondy, 1997) [live]
- Francis Poulenc:
  - Dialogues des Carmélites (Chor und Orchester der Mailänder Scala unter Riccardo Muti, Naxos 2004)

Film
Anja Silja - Ein Leben wie in der Oper (NDR/ARTE 2008, 55 min) - Regie: Holger Preuße, Kamera: Svea Andersson, Ton: Anke Möller